# Kanzler-Teehaus

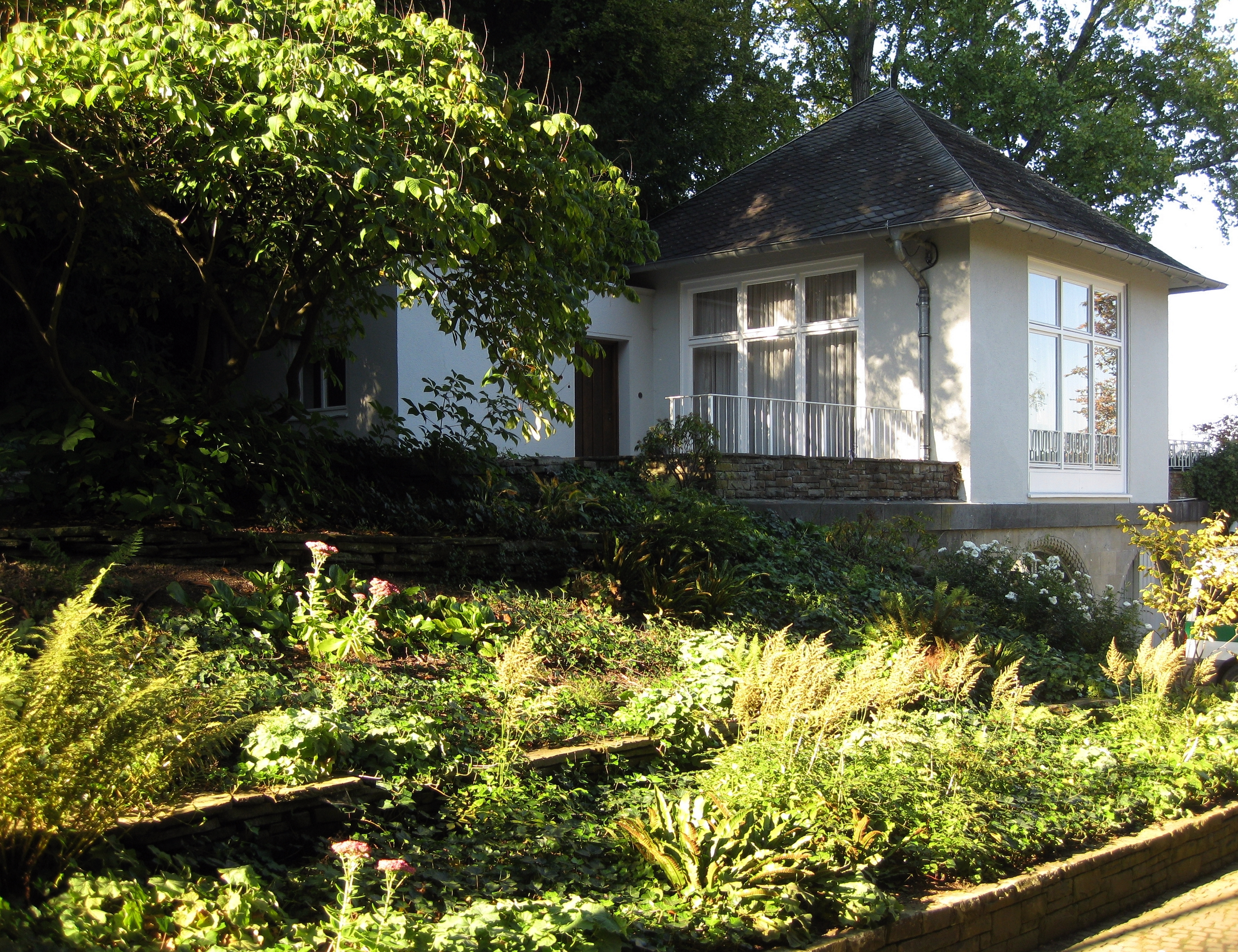
Kanzler-Teehaus (2011)

Als Kanzler-Teehaus wird ein Pavillon im Park des Palais Schaumburg im Bonner Ortsteil Gronau bezeichnet. Er wurde 1955 am Rheinufer (Wilhelm-Spiritus-Ufer) erbaut und von den Bundeskanzlern der Bundesrepublik Deutschland für vertrauliche Gespräche, teilweise auch zu privaten Zwecken genutzt. Das Teehaus steht als Teil des Areals des ehemaligen Bundeskanzleramts als Baudenkmal unter Denkmalschutz.

## Geschichte
Auf Wunsch des ersten Kanzlers der Bundesrepublik Deutschland, Konrad Adenauer, wurde das Teehaus 1955 durch die Bundesbaudirektion nach eigenem Entwurf als Rückzugsstätte errichtet. Es steht auf den Fundamenten einer hier zuvor existierenden, von Johann Georg Eberlein entworfenen Gartenhalle, einer Walhalla-Aussichtsarchitektur, die zur 1955 abgerissenen Villa Selve gehörte. Das Teehaus umfasst einen unterkellerten Raum von circa 25 Quadratmetern, eine angeschlossene kleine Teeküche und eine Terrasse mit Rheinblick. Es befindet sich am unteren Ende im Park des Palais Schaumburg, das in der Zeit von 1949 bis 1976 als erster Dienstsitz des Bundeskanzlers diente.
Adenauer zog sich gerne ins Grüne zurück und nutzte die unscheinbare „Konradsruh“, wie das Teehaus auch von seinen Angestellten und später im Volksmund genannt wurde, für vertrauliche Gespräche mit Staatsgästen und Journalisten. In privater Atmosphäre wurde ein vertrauensvoller Austausch ermöglicht. So hat er dort vor seinen Reisen in die Vereinigten Staaten stets die US-Pressekorrespondenten eingeladen.
Vom späteren Kanzler Helmut Schmidt ist bekannt, dass er sich dort 1975 mit dem damaligen US-Präsidenten Gerald Ford und dessen Ehefrau Betty ausgetauscht hat. Schmidts Ehefrau Loki nutzte das Kanzler-Teehaus in der Amtszeit ihres Mannes von 1974 bis 1982 ebenfalls gerne; sie schrieb dort an ihren Büchern. Helmut Kohl und der damalige sowjetische Generalsekretär Michail Gorbatschow führten mit Blick auf den Rhein im Juni 1989 ein oft zitiertes Vier-Augen-Gespräch zur Anbahnung der deutschen Wiedervereinigung im Kanzler-Teehaus.
Da die Begegnungen mit den jeweiligen Hausherren im Teehaus außerhalb des offiziellen Protokolls stattfanden, wurden keine Gästelisten geführt.

## Ausstattung
Der nüchtern-sachliche Bau wurde – bedingt durch die sparsamen Vorgaben des Haushaltsausschusses des Bundestags – schlicht und ohne jeglichen Luxus ausgestattet. Der quadratische Hauptraum ist mit einer kleinen Teeküche versehen; ein Steinfußboden, geraffte Vorhänge mit Blümchenmuster und Tütenlampen zeigen das Ambiente der 1950er Jahre zum Zeitpunkt der Erbauung. Eine Telefon-Rufleitung verbindet das Teehaus mit dem Kanzleramt; eine komplette Fernleitung wurde 1958 aus Kostengründen versagt.

## Sanierung
Der 1963–1965 im modernen Stil errichtete Kanzlerbungalow und die Gebäude des 1976 neu erbauten Bundeskanzleramts am Bundeskanzlerplatz wurden nach der Verlegung des Regierungssitzes von Bonn nach Berlin (1999) dem Bundesministerium für wirtschaftliche Zusammenarbeit und Entwicklung (BMZ) übertragen. Der Bungalow wurde nach 1999 nicht mehr dienstlich genutzt und 2001 unter Denkmalschutz gestellt. Die Wüstenrot Stiftung nahm den Kanzlerbungalow und das Kanzler-Teehaus 2006 in ihr Denkmalprogramm auf. Nach einer umfassenden Sanierung und Instandsetzung wurde der Bungalow am 17. April 2009 feierlich wiedereröffnet. Für die Sanierung von Bungalow und Teehaus wurden 1,8 Millionen Euro aufgewendet; das BMZ trug davon 45.000 Euro.
Seit April 2011 ist das Kanzler-Teehaus – zusammen mit dem Kanzlerbungalow – im Rahmen von Führungen zugänglich. Diese werden durch den Besucherdienst des Hauses der Geschichte (HdG) organisiert. Im Bungalow veranstaltet das HdG auch wieder Konzerte und Lesungen.

## Zukünftige Verwendung
Sowohl das beteiligte Bundesministerium als auch die Stiftung Haus der Geschichte der Bundesrepublik Deutschland und die Wüstenrot-Stiftung möchten das Kanzler-Teehaus zukünftig nicht in „musealer Starre“ belassen; es soll vielmehr als eine „lebendige Begegnungsstätte“ unter anderem für Gäste des BMZ genutzt werden.